# Abnormalize
«Abnormalize» es el tercer sencillo de la banda de rock japonesa Ling Tosite Sigure. Su lanzamiento al mercado fue el 14 de noviembre de 2012 bajo la distribucioó de Sony Music Japan. 

## Descripción
- La versión demo de Abnormalize fue utilizada para el primer tema de apertura del anime PSYCHO - PASS.[1]
- El video musical fue presentado a través de SPACE SHOWER MUSIC VIDEOS AWARDS
- Este sencillo viene en dos formatos:

1. Versión Regular (CD)
2. Versión Limitada (CD+DVD)

## Canciones
Todas las canciones fueron escritas por TK.

### Versión Regular

##### DISCO 1
| N.º  | Título             | Duración |  |
| 1.   | «abnormalize»      | 3:38     |  |
| 2.   | «make up syndrome» | 4:03     |  |
| 7:42 |                    |          |  |

### Versión Limitada

#### DISCO 1
abnormalize (TV edit.) es en realidad la demo de la versión completa
| N.º  | Título                   | Duración |  |
| 1.   | «abnormalize»            | 3:38     |  |
| 2.   | «make up syndrome»       | 4:03     |  |
| 3.   | «abnormalize (TV edit.)» | 1:29     |  |
| 8:53 |                          |          |  |

#### DISCO 2
| N.º  | Título                                   | Duración |  |
| 1.   | «abnormalize [MUSIC VIDEO]»              | 3:47     |  |
| 2.   | «PSYCHO-PASS [non-credit opening movie]» | 1:32     |  |
| 5:19 |                                          |          |  |